# Sam Tomkins
Samuel Levi Tomkins (* 23. März 1989 in Milton Keynes, Buckinghamshire) ist ein englischer Rugby-League-Spieler bei den Dragons Catalans in der europäischen Super League. Davor spielte er für die Wigan Warriors, mit einem Intermezzo bei den New Zealand Warriors in der australischen NRL. Begonnen hatte er mit sieben Jahren für den Chorley Panthers RLFC, danach spielte er für Wigan St. Patricks. Seit 2009 trat er 25 Mal für die englische Nationalmannschaft an. Er absolvierte auch ein Rugby-Union-Spiel für die Barbarians, wo ihm ein Versuch gelang. 2012 gewann er den Man of Steel Award. Mit den Wigan Warriors hat er dreimal das Grand Final der Super League gewonnen und zwei Mal den Challenge Cup geholt. 2019 hat er für die englische Nationalmannschaft an der Weltmeisterschaft im 9er-Rubgy teilgenommen.